# Aterica incisa
Aterica incisa är en fjärilsart som beskrevs av Rothschild och Jordan 1903. Aterica incisa ingår i släktet Aterica och familjen praktfjärilar. Inga underarter finns listade i Catalogue of Life.